# Bóng sáng Gurdon
Bóng sáng Gurdon (tiếng Anh: Gurdon Light) là một ánh sáng bí ẩn nằm gần đường ray xe lửa trong khu vực rừng của Gurdon, Arkansas. Nó là chủ đề của văn hóa dân gian địa phương và là đề tài đặc trưng trong phương tiện truyền thông địa phương miêu tả về bí ẩn chưa có lời giải thích. Địa điểm này vẫn được sử dụng bởi ngành đường sắt và là một trong những điểm tham quan Halloween nổi tiếng nhất trong khu vực. Ánh sáng được gán cho nhiều màu sắc khác nhau, từ màu xanh dương, xanh lá cây hoặc trắng, đến màu da cam, và được mô tả là chuyển động xung quanh. Vị trí chính xác của nó được cho là khác nhau và các nhân chứng đã mô tả nó xuất hiện tại các thời điểm khác nhau trong ngày hoặc trong đêm.

## Văn hóa dân gian
Theo văn hóa dân gian, ánh sáng bắt nguồn từ một chiếc đèn lồng của một công nhân đường sắt đã bị giết khi anh ta rơi vào con đường của một chuyến tàu. Truyền thuyết nói rằng đầu của một người đàn ông đã bị tách ra khỏi cơ thể của anh ta và không bao giờ được tìm thấy, và ánh sáng mà mọi người nhìn thấy đến từ chiếc đèn lồng của anh này khi anh đang tìm kiếm chiếc đầu của mình. Trong một biến thể khác, ánh sáng là từ một chiếc đèn lồng của viên quản đốc đường sắt William McClain, người đã bị giết trong vùng lân cận trong một cuộc xung đột với một trong những công nhân của ông vào năm 1931.

## Nguyên nhân
Ánh sáng được cho là do những chiếc xe đi qua trên xa lộ ở xa xa (trông giống như những chiếc đèn nổi nhỏ lóe sáng ở đằng xa).    
Một số người tin rằng nó được gây ra bởi hiệu ứng áp điện từ động lực liên tục của đá thạch anh dưới lòng đất khu rừng. Gurdon nằm trên một khu vực có lượng lớn tinh thể thạch anh dưới đất và đường đứt gãy New Madrid.